# Borutzkyella ravesi
Borutzkyella ravesi là một loài chân đều trong họ Buddelundiellidae. Loài này được Borutzkii miêu tả khoa học năm 1973.